# Somkele Iyamah
Somkele Iyamah-Idhalama ,née le 23 mars 1988, est une actrice de cinéma et de télévision nigériane. Elle est bien connue pour ses fonctions en 93 Jours en 2016, Le Match de Mariage, L'arbitrage (en) (2016) et la série TV Gidi Up (en) (2013–2014) et surtout au Festival International du Film de Toronto et au Festival International du Film d’Afrique. Elle est ambassadrice de DStv (en), Explore de Multichoice, l'un des plus grand réseau de câbles par satellite d'Afrique. Elle a dans le film, A Soldat's Story 2: Return from the Dead - sequel une Romantdramasama(Un nom pseudonyme qui veut dire "maître ou chef" des histoires romantiques et dramatiques) lauréate de plusieurs prix en 2016. Elle est jetée dans le rôle du Parent dans les derniers épisodes de Star Trek Discovery en 2024.
Iyamah est née à Ika Sud à l'État du Delta de Andrew et Onyi Iyamah, tous deux d'origine Ika (Agbor). Elle est la troisième de quatre enfants. Elle a été présentée à la danse et au drame par une enseignante inspirante, Mme. Abe, alors qu'elle fréquentait l'école de Grange à Lagos.
Somkele est titulaire d'un baccalauréat en biochimie de l'Université McMaster. Somkele a offert en tant que bénévole dans plusieurs spectacles caritatifs à McMaster et a été modelé pendant les vacances au Nigeria. Son site web affirme que son travail inclut Virgin Nigeria, Harp, ETB et Visafone Communications.

## Carrière

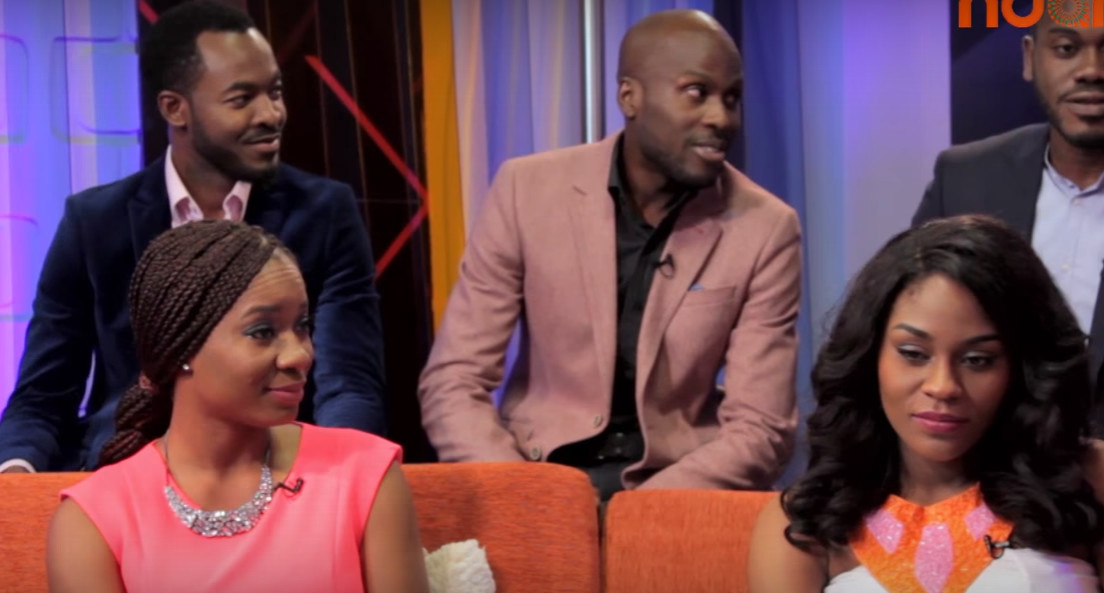
L'elenco principal y compris Ikechukwu Onunaku

Sa première audition lui a donné un rôle de leader. Ses œuvres pour la télévision sont dans la série nominée et acclamée d’AMVCA, « GIDI UP » de NdaniTV (en), « THE EXPAN,SE » d’Amazon et « CORONER » de CBC. Sa carrière dans le cinéma l'a amenée à partager l'écran avec les réalisateurs de Nollywood comme Steve Gukas et Kemi Adetiba. Il a également partagé son temps d'écran avec la vétérane hollywoodienne Danny Glover, au biopique, 93 JOURS, où il joue à un rôle des médecins survivants qui ont contracté Ebola au Nigeria dirigé par Steve Gukas (en) qui a remporté plusieurs récompenses et éloges. Ce rôle lui a valu un Prix ELOY (en) (meilleure actrice de l'année), la nomination de l'AMVCA meilleure actrice de soutien, un prix de l'AMVCA pionnier, le prix TFAA, une nomination de l'AMAA, ion et un Prix du pionnier de l'AMVCA (en) du jury de l'AFRIFF. Elle s'est écrasée avec la vétérane hollywoodienne, Eric Roberts dans le film: A Soldat's Story 2: Return From The Dead qui a été lancé en décembre 2020.
Ses garanties d'entreprise incluent Multichoice Nigeria (Ambassadrice DSTV), Jewel By Lisa, et The Access Bank Lagos City Marathon. Elle a été sur la couverture de GENEVIEVE Magazine et interviewée par son Alma Mater, McMaster University pour son Canada @ 150 édition spéciale ainsi que CNN en ligne. Elle est la Directrice régionale de la marque de mode, Andrea Iyamah .

## Vie personnelle
Somkele gère la marque de mode, Andrea Iyamah, fondée par sa petite sœur, Dumebi Iyamah (en). Elle est mariée avec le capitaine Aaron Idhalama, chef de file de la pensée et professionnel de l'industrie dans le secteur de l'aviation nigériane. Elle a un enfant qui a eu un cancer, puis il est devenu sans cancer autrement dit, qu'il a été soigné,.

## Prix et nominations
| Année | Prix                                             | Catégorie                              | Travail   | Résultat   |
| ----- | ------------------------------------------------ | -------------------------------------- | --------- | ---------- |
| 2016  | Festival international du film de Toronto (TIFF) | International Rising Star              | Elle-même | Lauréat    |
| 2016  | Festival international du film africain (AFRIFF) | Prix spécial de reconnaissance du jury | 93 jours  | Lauréat    |
| 2016  | La dame exquise de l'année (ELOY) Prix           | Actrice de l'année                     | 93 jours  | Lauréat    |
| 2016  | The Future Awards Africa                         | Prix pour l'acteur                     | 93 jours  | Lauréat    |
| 2016  | Prix de l'Académie africaine du cinéma (AMAA)    | Meilleure actrice de support           | 93 jours  | Nommés     |
| 2017  | 2017 Africa Magic Viewer Choice Awards (en)      | Meilleure actrice de support           | 93 jours  | Nomination |
| 2017  | 2017 Africa Magic Viewer Choice Awards (en)      | Prix Lagarto                           | Elle-même | Lauréat    |

## Filmographie

### Film
| Année | Titre                                    | Fonction         | Notes                                                                                       |
| ----- | ---------------------------------------- | ---------------- | ------------------------------------------------------------------------------------------- |
| 2013  | Dreamwalker                              | Isabella         | Fantasy / Romance                                                                           |
| 2015  | Le département                           | Ireti            | Avec Jide Kosoko, Saos Ighodaro Ajibade, O.C. ukaxe, Réalisateur: Remi Vaughn Richards      |
| 2016  | L’arbitrage (en)                         | Cheval d'Omawumi | avec O.C. Ukeje, Iretiola Doyle, Adesua Etomi Directeur: Niyi Akinmolayan                   |
| 2016  | Ojukokoro (en)                           | Sade             |                                                                                             |
| 2016  | La fête de mariage                       | Yemisi Disu      | Avec Adesua Etomi, Richard Mofe Damijo, Iretiola Doyle, Banky W Directeur: Kemi Adetiba     |
| 2016  | 93 jours                                 | Dr. Ada Igonoh   | avec Danny Glover, Gideon Okeke, Bimbo Akintola, Directeur: Steve Gukas                     |
| 2017  | La noce 2 (en)                           | Yemisi Disu      | Avec Adesua Etomi, Richard Mofe Damijo, Iretiola Doyle, Banky W Directeur: Niyi Akinmolayan |
| 2017  | L'Invité(film de 2017) (en)              |                  |                                                                                             |
| 2018  | Lara et le Beat (en)                     | Dara Giwa        | Avec Seyi Shay, Vecteur Vipère, Chioma Akpotha Directeur: Tosin Coker                       |
| 2019  | Elle est (film) (en)                     |                  |                                                                                             |
| 2020  | Une histoire de soldat: Retour des morts | Zaya             | Avec Eric Roberts, Linda Ejiofor, Daniel K. Daniel Directeur: Frankie Ogar                  |
| 2023  | Orah (film) (en)                         | Dentelles        | Crime / Drame / Thriller                                                                    |

### Télévision
| Année | Titre                | Fonction  | Notes                                                    |
| ----- | -------------------- | --------- | -------------------------------------------------------- |
| 2024  | Star Trek: Discovery | Parent    | Star Trek: Discovery; saison 5 épisode 10: Vie, Lui-même |
| 2020  | L'expansion          | Ingénieur | Réseau: Amazon Prime                                     |
| 2018  | Médecine légale      | Mme Kamau | Réseau: CBC                                              |
| 2015  | Les meilleurs amis   | Uche      | Réseau: EbonyLife TV                                     |
| 2014  | Gidi Up Saison 2     | Yvonne    | Réseau: Ndani TV                                         |
| 2013  | Gidi Up Saison 1     | Yvonne    | Réseau: Ndani TV                                         |
| 2013  | Gidi Up (Pilot)      | Yvonne    | Réseau: Ndani TV                                         |